# Wilde-Donald Guerrier

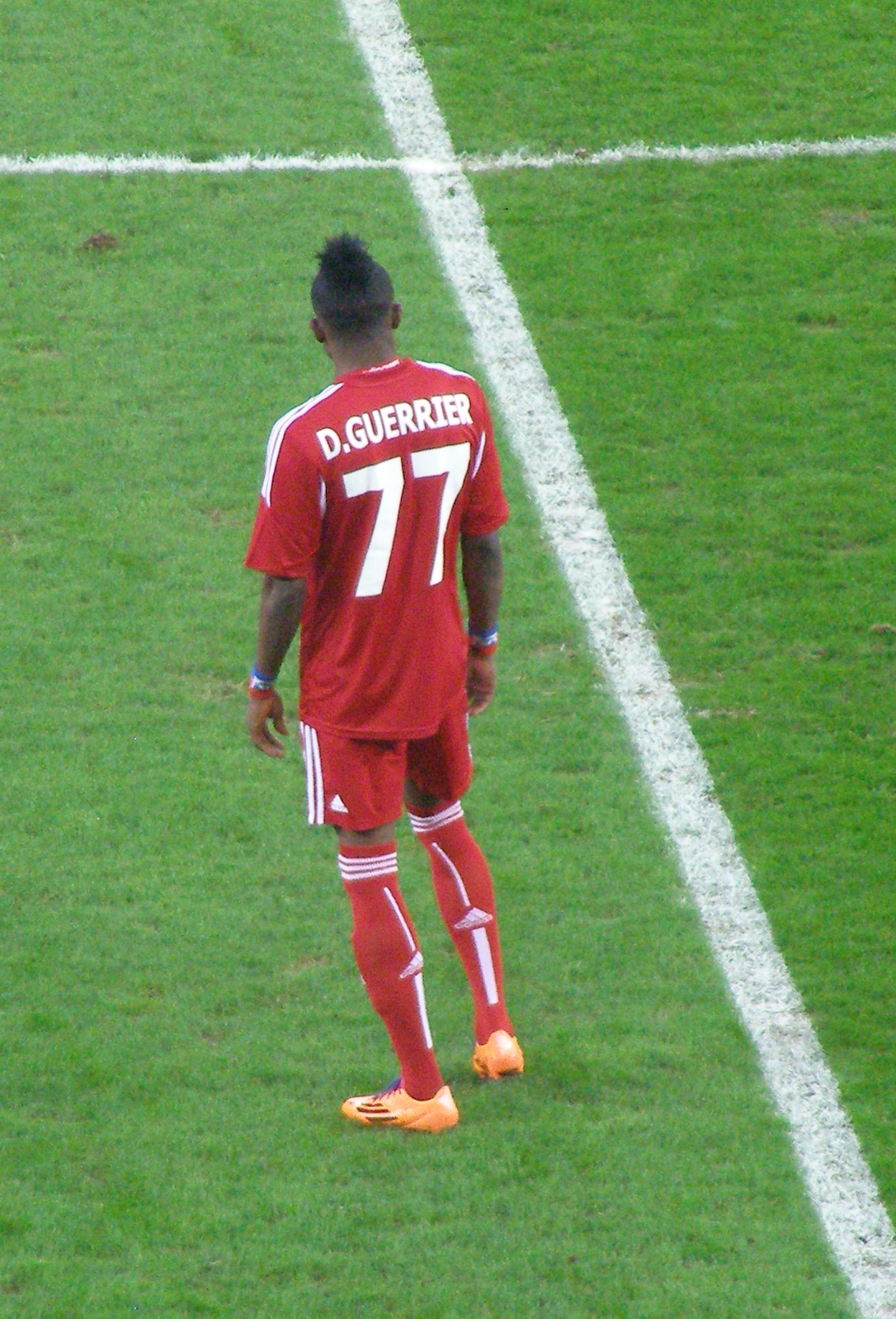
Wilde-Donald Guerrier w barwach Wisły Kraków (2014)

Wilde-Donald Guerrier (ur. 31 marca 1989 w Port-à-Piment) – haitański piłkarz (posiadający także polskie obywatelstwo) występujący na pozycji pomocnika w klubie FC Cosmos Koblenz oraz w reprezentacji Haiti.

## Kariera klubowa
Guerrier rozpoczynał swoją karierę piłkarską w zespole Violette AC z siedzibą w stołecznym mieście Port-au-Prince. Na koniec sezonu 2010/2011 spadł ze swoją drużyną do drugiej ligi haitańskiej. W 2011 roku przeszedł do pierwszoligowego klubu América des Cayes. 27 sierpnia 2013 roku został zawodnikiem Wisły Kraków, z którą związał się rocznym kontraktem z opcją przedłużenia o kolejne cztery lata. W polskiej Ekstraklasie, zadebiutował 13 września 2013, w meczu Wisły z Piastem Gliwice (3:0), zdobywając również swoją debiutancką bramkę. Po sezonie 2013/14 przedłużył kontrakt z klubem do 2018 roku. Łącznie, biorąc pod uwagę wszystkie rozgrywki, w barwach Wisły Kraków rozegrał 77 meczów, w których strzelił 20 goli. 20 lipca 2016 podpisał trzyletni kontrakt z tureckim Alanyasporem. 6 lipca 2017 podpisał trzyletni kontrakt z azerskim klubem Qarabağ Ağdam.

## Kariera reprezentacyjna
W seniorskiej reprezentacji Haiti Guerrier zadebiutował 2 listopada 2010 roku w zremisowanym 0:0 spotkaniu z Gujaną w ramach Pucharu Karaibów.
W 2011 roku Guerrier znalazł się w składzie reprezentacji Haiti U-23 na turniej kwalifikacyjny do Igrzysk Olimpijskich w Londynie. Wystąpił wówczas we wszystkich trzech spotkaniach swojej drużyny, strzelając bramkę w meczu z Antiguą i Barbudą (2:1). Ze swoją kadrą odpadł już w rundzie wstępnej, nie awansując na olimpiadę.
Premierowego gola w kadrze narodowej zdobył 6 września 2011 r. w wygranej 4:2 konfrontacji z Curaçao, wchodzącej w skład eliminacji do Mistrzostw Świata 2014, na które jego zespół ostatecznie się nie zakwalifikował. 8 czerwca 2013 roku zanotował swoje drugie trafienie w reprezentacji, pokonując Pepe Reinę w towarzyskim meczu z ówczesnymi mistrzami świata i Europy – Hiszpanią (1:2).
W 2013 roku Guerrier został powołany przez kubańskiego selekcjonera Israela Blake’a Cantero na rozgrywki Złotego Pucharu CONCACAF.

## Prywatnie
Posiada także obywatelstwo polskie po małżeństwie z krakowianką Zuzanną Gęsicką-Guerrier, wnuczką Ryszarda Wójcika, legendy Wisły. Są rodzicami córki Chloe, na którą wszyscy mówią Coco, i syna Donalda juniora, a także zmarłej Miah Manette, która została pochowana w Krakowie na cmentarzu Rakowickim u boku pradziadka.